# Conflito curdo na Turquia (1978–presente)
O Conflito curdo na Turquia foi um conflito armado entre a República da Turquia e vários grupos rebeldes curdos, que têm exigido a separação da Turquia para a criação de um Curdistão independente, ou a obtenção de maior autonomia e direitos políticos e culturais para os curdos em território turco. O principal grupo rebelde é o PKK (em curdo: Partiya Karkerên Kurdistan, em português: Partido dos Trabalhadores do Curdistão) que é considerado uma organização terrorista pela Turquia e os Estados Unidos e estava na lista de terroristas da União Europeia, mas foi removido devido a uma ordem judicial. Desde 2025, o PKK afirma buscar seus objetivos exclusivamente por meios pacíficos.
Embora os insurgentes tenham realizado ataques na região oeste da Turquia, a insurgência está presente principalmente no sudeste da Turquia. A presença militar do PKK na região do Curdistão iraquiano tem sido utilizada como desculpa pelos líderes políticos e militares turcos para a realização de frequentes incursões aéreas e terrestres, alegando como alvo os guerrilheiros do PKK. No entanto, civis curdos no norte do Iraque (sul do Curdistão) também tem sido mortos. O Governo Regional do Curdistão tem afirmado que não têm forças militares suficientes para impedir as operações do PKK. O conflito afetou particularmente a indústria de turismo da Turquia.
Novas discussões sobre o processo de paz começaram em 2024. No início de 2025, Öcalan pediu ao PKK que se desarmasse. Em 12 de maio de 2025, o PKK anunciou sua dissolução total para favorecer meios políticos. No entanto, as forças armadas turcas continuarão as operações contra o Partido dos Trabalhadores do Curdistão (PKK) nas regiões onde este permanece ativo, apesar do anúncio de dissolução do grupo.

## Vítimas
Segundo dados oficiais divulgados pelo Exército da Turquia para o período entre 1984-2008, o conflito resultou na captura de 14.000 membros do PKK, e da morte de 32.000 membros do PKK, 6.482 soldados e 5.560 civis, entre os quais 157 professores. De agosto de 1984 a junho de 2007, o governo turco colocou o total de vítimas em 37.979. Os militares turcos disseram ser responsáveis pela morte de 26.128 combatentes do PKK e o PKK disse ser responsável pelas outras 11.851 mortes de pessoas. Um total de 13.327 soldados e 7.620 civis teriam sido feridos e um adicional de 20.000 civis mortos por agressores desconhecidos. Apenas 2.500 pessoas teriam sido mortas entre 1984 e 1991, enquanto mais de 17.500 foram mortas entre 1991 e 1995. O número de assassinatos cometidos por paramilitares entre 1985-1996 é colocado em 296 por estimativas oficiais. O Governo da Turquia afirma que o total de vítimas de 2003 a 2009 está em torno de 2.300, o que inclui 172 civis, 556 militares e 1.380 rebeldes.